# Mont-Laurent
Mont-Laurent ist eine französische Gemeinde mit 51 Einwohnern (Stand: 1. Januar 2022) im Département Ardennes in der Region Grand Est (bis 2015 Champagne-Ardenne). Sie gehört zum Kanton Rethel im Arrondissement Rethel sowie zum Gemeindeverband Pays Rethélois.

## Geographie
Umgeben wird Mont-Laurent von den Nachbargemeinden Seuil im Westen, Ambly-Fleury im Norden, von den im Kanton Attigny gelegenen Gemeinden Givry im Nordosten und Saulces-Champenoises im Osten und Südosten sowie von der im Kanton Château-Porcien gelegenen Gemeinde Ménil-Annelles im Südwesten.

## Bevölkerungsentwicklung
| Jahr                       | 1962 | 1968 | 1975 | 1982 | 1990 | 1999 | 2005 | 2018 |
| -------------------------- | ---- | ---- | ---- | ---- | ---- | ---- | ---- | ---- |
| Einwohner                  | 103  | 106  | 93   | 83   | 79   | 75   | 71   | 59   |
| Quellen: Cassini und INSEE |      |      |      |      |      |      |      |      |

## Sehenswürdigkeiten

Kirche Saint-Laurent

- Kirche Saint-Laurent